# Élisa Lemonnier
Élisa Lemonnier (Sorèze, Tarn, 24 de març de 1805 - París, 5 de juny de 1865) va ser una pedagoga francesa considerada la fundadora de l'educació professional per a dones a França.

## Primers anys
Marie-Juliette Élisa Grimailh, coneguda com Élisa per la seva família, era la tercera de cinc fills i la més gran de les noies. El seu pare era Jean Grimailh, d'una antiga família de Sorèze, i la seva mare Étiennette-Rosalie Aldebert, descendent de la família noble de Barrau de Muratel, i tots dos protestants.
El pare va morir quan ella era jove, i va ser criada per la seva mare i la seva àvia. Durant quatre o cinc anys va viure amb la seva tia, Madame Saint-Cyr de Barrau, i els cosins, a Castres i a La Sabartarié, un petit poble del Tarn situat als primers vessants de la Muntanya Negra. Mentre els germans grans anaven a la universitat, Élisa assistia a les classes elementals i mixtes d'un internat de noies on no només s'ensenyava lectura, escriptura i gramàtica, sinó una mica d'aritmètica, una mica de geografia, història i dibuix. Tornada a la casa familiar l'any 1820, va atendre les filles del director del col·legi de Sorèze, on els seus dos germans anaven a l'escola. Fundat l'any 1682 pels benedictins per resistir la influència de l'Acadèmia protestant de Puylaurens, el col·legi de Sorèze va adquirir ràpidament una gran fama. El 1776 es va convertir en una de les dotze escoles reials de França. Encara situat sota l'autoritat dels benedictins, víctima de la persecució religiosa, el col·legi va ser salvat el 1796 pels germans François, aleshores Raymond-Dominique Ferlus. Les idees liberals van envair l'educació, que es convertí en laica, s'admirava Voltaire i se sostenia que el reconeixement del mèrit havia de prevaldre sobre el rang social o la importància de la terra. Dels 40 professors del col·legi, només sis mostraven opinions reialistes. Davant la pressió del representant del poder, molts professors optaren per abandonar l'establiment i van ser substituïts; amb això s'hi van introduir i desenvolupar les idees de Saint-Simon (mort el 1825).

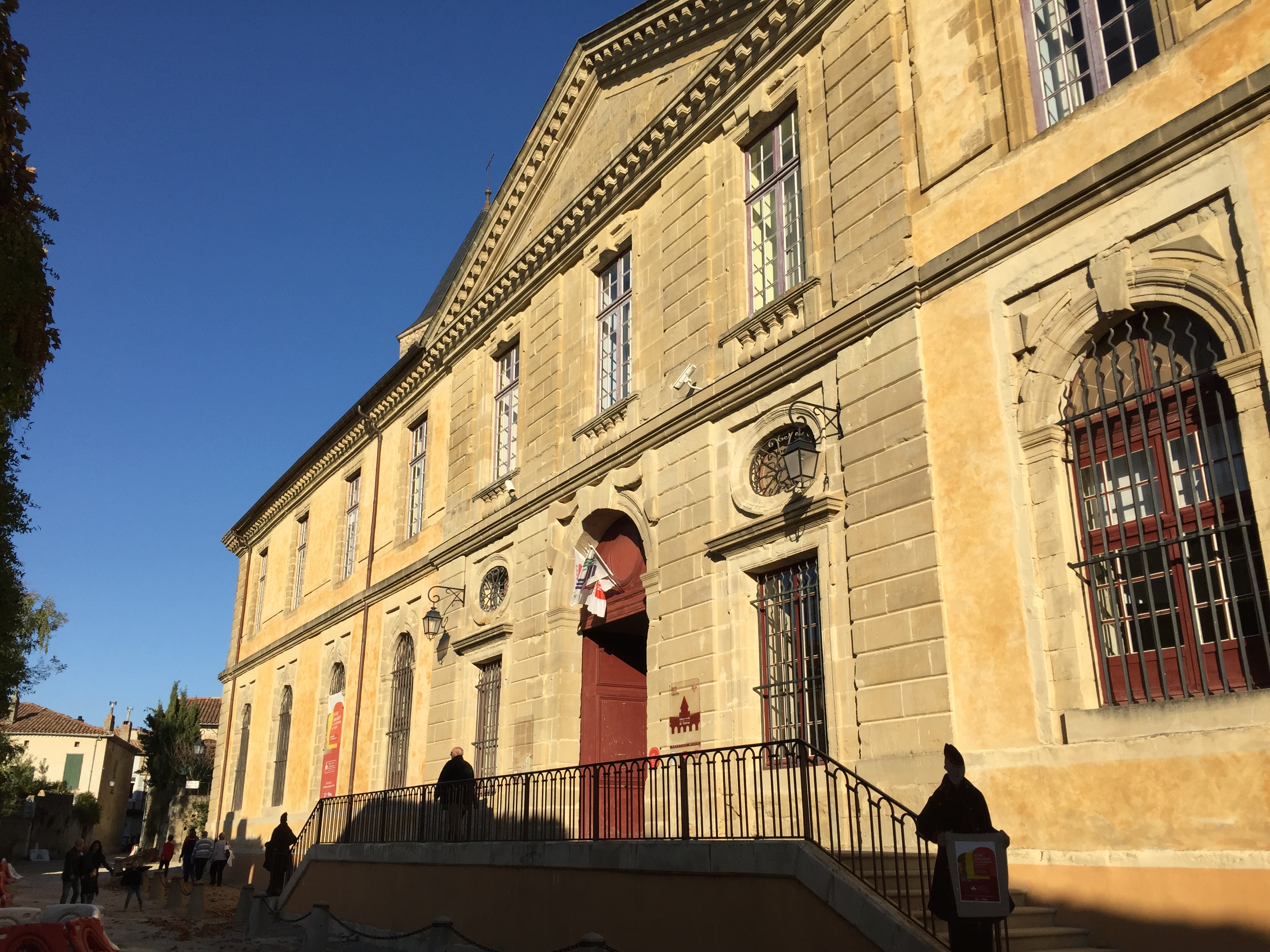
Façana de l'abadia-escola de Sorèze

Va ser a les aules de l'escola de Sorèze on Élisa Lemonnier va conèixer Charles Lemonnier, professor de filosofia i seguidor del sant-simonisme. S'hi va casar l'agost de 1831. Van viure a Sorèze gairebé vuit anys mentre tots dos eren activistes. Després visqueren deu anys a Bordeus, on el seu marit es va fer advocat, i on l'any 1844 va acollir Flora Tristan a casa seva, on moriria. Després Charles va ser nomenat Conseller General del Ferrocarril Francès del Nord (Compagnie des chemins de fer du Nord) i es traslladaren a París, just abans d'esclatar les revolucions de 1848, que van viure amb entusiasme, mentre freqüentaven els cercles republicans i liberals parisencs. El malestar que va sacsejar París durant la revolució va mostrar la misèria i la privació d'aquestes dones reduïdes a la pobresa, per manca d'una qualificació professional que els permetés trobar feina. Per solucionar-ho, Élisa Lemonnier va llogar un local, a la rue du Faubourg-Poissonnière, i el va transformar en un «taller nacional de subministrament d'hospitals i presons». Consternada per la poca formació d'aquestes treballadores, va concebre el projecte de donar una autèntica educació professional a les noies joves per tal que es poguessin guanyar la vida.

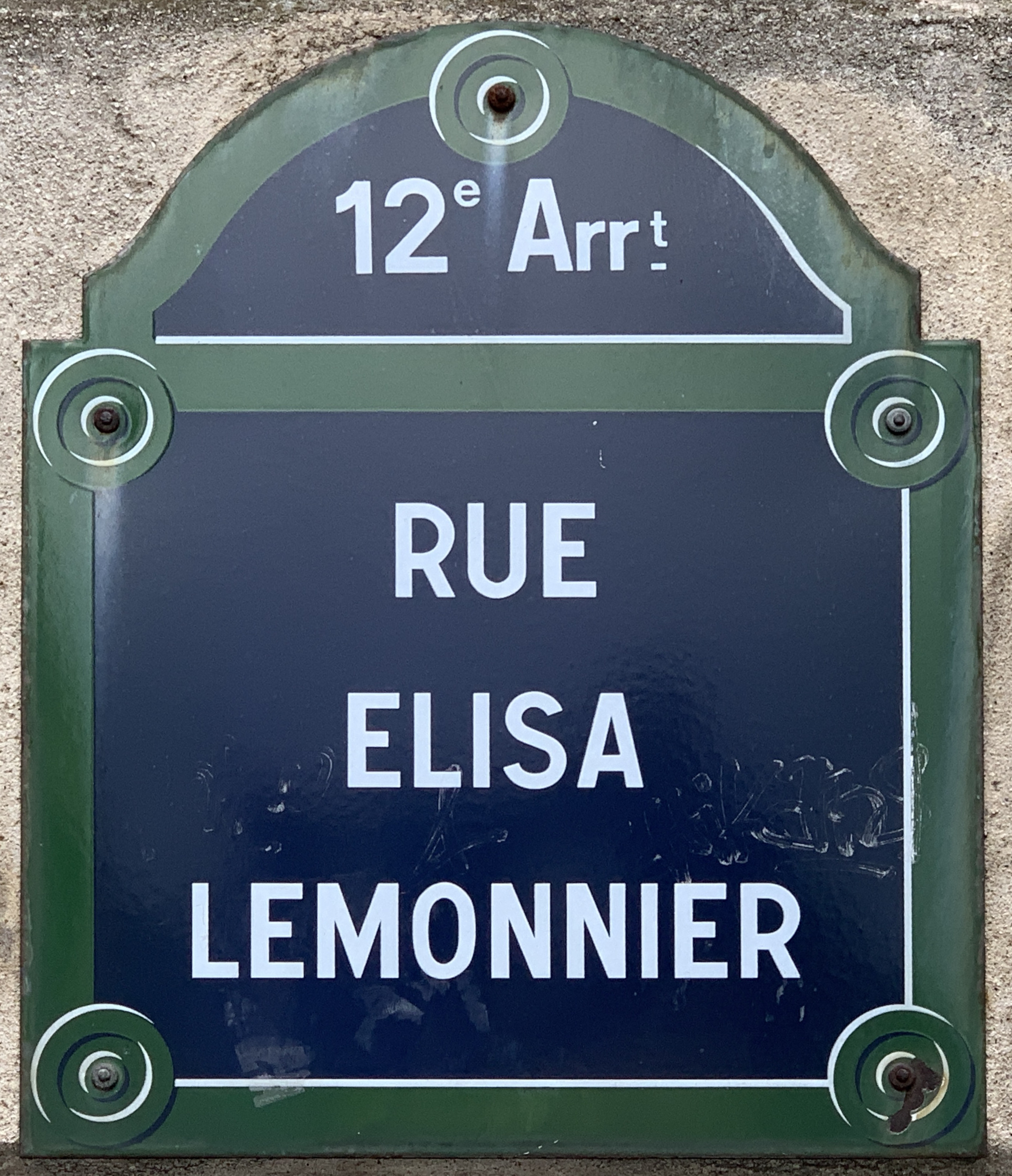
Placa del carrer d'Élisa Lemonnier

Després de diversos intents, Élisa Lemonnier va aconseguir crear la Société de protection maternelle («Lliga de protecció materna»), que el 9 de maig de 1862 es va convertir en la Société pour l'enseignement professionnel des femmes («Societat d'educació professional de les dones»). Va llogar un edifici al número 9, de la rue de la Perle, i l'1 d'octubre de 1862 hi va obrir la primera escola professional per a noies. El ràpid èxit d'aquesta primera escola va portar a l'obertura d'una altra a la rue Rochechouart i encara una altra a la rue Volta.
Moltes personalitats la van animar a perseverar en la seva ambició educativa per alliberar les dones de les conseqüències de la ignorància. La baralla entre les «dues Frances», una de lleial a l'Església catòlica ultramuntana, l'altra hereva de la Il·lustració i laica, explica el suport que rebé:  diverses lògies maçòniques, el liberal Barthélemy Saint-Hilaire, l'actiu sant-simonista François Arlès-Dufour, Hippolyte Carnot, Alexandre Dumas pare, representants de la branca francesa de la família Rothschild o la pintora Rosa Bonheur li van donar suport.
Va morir prematurament, als 60 anys.

## Llegat

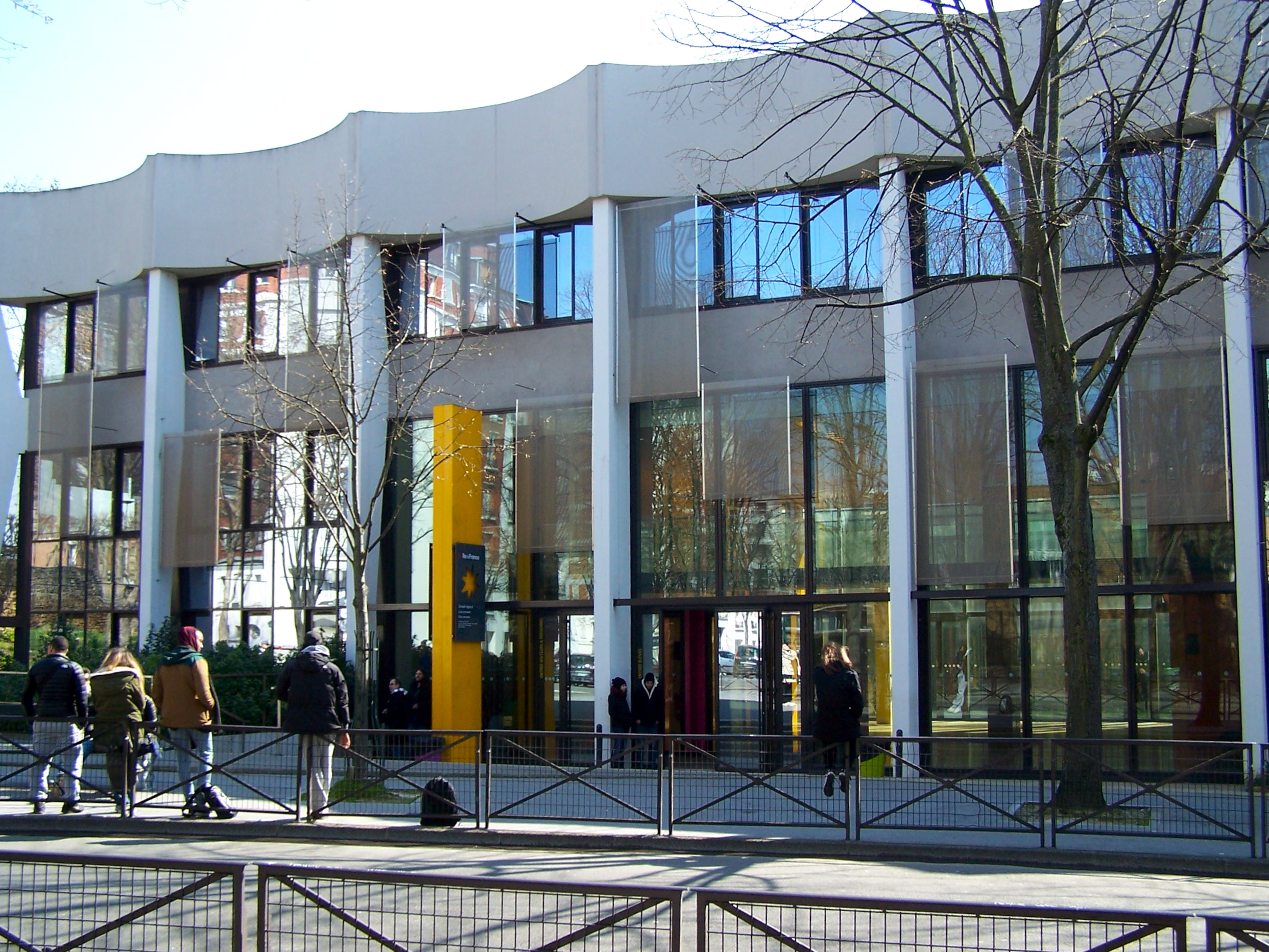
Lycée technique Élisa-Lemonnier, a Paris

La nova forma d'educació era tan adequada a les necessitats de la societat contemporània que aviat es va seguir l'exemple a l'estranger, a Suïssa, Bèlgica i Itàlia. Diverses de les grans ciutats provincials franceses van obrir escoles professionals per a noies. Les escoles Élisa Lemonnier van guanyar una medalla d'or a l'Exposició Universal de 1878 i l'11 de desembre de 1880 es va promulgar una llei d'ordenació d'aquest nou tipus d'escola. El municipi de París va obrir la seva primera escola professional per a noies seguint les línies establertes per Élisa Lemonnier el 1882. L'École Duperré, que considera Lemonnier la seva fundadora, s'ha especialitzat al segle XXI en arts de moda, disseny tèxtil, ceràmica, disseny ambiental i disseny gràfic.
Diverses escoles a França porten el seu nom, com l'Escola bressol Elisa Lemonnier, a París. I també el Lycée Elisa Lemonnier, a Brebières, o el Lycée professionnel Elisa-Lemonnier, a Le Petit-Quevilly. Un carrer de la capital porta també el nom d'Élisa Lemonnier.